# Liste der Mitglieder des Landtages (Freistaat Oldenburg) (7. Wahlperiode)
Diese Liste gibt einen Überblick über alle Mitglieder des Landtags des Freistaates Oldenburg in der 7. Wahlperiode (1933).

## B
- Johann Behlen, (NSDAP)
- Gustav Bertram, (NSDAP)
- Hermann Bitter, (Zentrum)
- Heinrich Böhmcker, (NSDAP)
- Alois Brendebach (Alo), (Zentrum)
- Carl Albert Bunnemann, (Kampffront Schwarz-Weiß-Rot)
- Adolf Burgert, (SPD)

## C
- Fritz Cropp, (NSDAP), eingetreten im Juni 1933 für Georg Joel

## D
- Diedrich Dannemann, (Kampffront Schwarz-Weiß-Rot), 1933 Wechsel zur NSDAP
- Bruno Dieckelmann, (NSDAP)
- Otto Dreyer, (NSDAP)

## F
- Karl Fick, (SPD)
- Friedrich Frerichs (Fritz), (SPD)

## G
- Anton Göhrs, (Zentrum)
- Friedrich Graeger, (SPD)

## H
- Max Hilke, (DNVP/Kampffront Schwarz-Weiß-Rot)
- Diedrich Hobbie, (NSDAP)

## J
- Heinrich Janßen, (NSDAP)
- Georg Joel, (NSDAP), ausgeschieden im Juni 1933

## K
- Martin Kerwitz, (NSDAP)
- Georg Kühling, (Zentrum)

## L
- Johann Lahmann, (SPD)

## M
- Bernhard Meentzen, (NSDAP)
- Willy Metasch, (Kampffront Schwarz-Weiß-Rot)
- Bernhard Meyer, (NSDAP)
- Gustav Meyer, (NSDAP)
- Gustav Müller, (SPD)

## N
- Leonhard Niehaus, (NSDAP)
- Gustav Nutzhorn, (NSDAP)

## R
- Johann Roggemann (Jan), (NSDAP)

## T
- Anton Themann, (Zentrum)
- Heinrich Thümler, (NSDAP)
- Otto Thye (Tye), (NSDAP)

## W
- Herbert Wild, (NSDAP)

## Z
- Emil Zimmermann, (SPD)